# Julien Delbecque
Julien Delbecque (Harelbeke, 1 de septiembre de 1903 - Kortrijk, 22 de octubre de 1977) fue un ciclista belga que corrió entre 1924 y 1933. Sus éxitos deportivos más importantes fueran el triunfo al Tour de Flandes de 1925 y la París-Roubaix de 1926.

## Palmarés
1925
- Tour de Flandes

1926
- París-Roubaix
- 2º en el Campeonato de Bégica en Ruta
- 1 etapa en la Vuelta al País Vasco

1927
- 2º en el Campeonato de Bégica en Ruta

## Resultados en las Grandes Vueltas
| Carrera | Carrera         | 1924 | 1925 | 1926 | 1927 | 1928 | 1929 | 1930 | 1931 | 1932 | 1933 |
| ------- | --------------- | ---- | ---- | ---- | ---- | ---- | ---- | ---- | ---- | ---- | ---- |
|         | Giro de Italia  | —    | —    | —    | —    | —    | —    | —    | —    | —    | —    |
|         | Tour de Francia | —    | —    | —    | —    | —    | Ab.  | —    | —    | —    | —    |
|         | Vuelta a España | —    | —    | —    | —    | —    | —    | —    | —    | —    | —    |